# Унгурень (Тетерешть, Бакеу)
Унгурень, Унгурені (рум. Ungureni) — село у повіті Бакеу в Румунії. Входить до складу комуни Тетерешть.
Село розташоване на відстані 215 км на північний схід від Бухареста, 46 км на південний схід від Бакеу, 109 км на південь від Ясс, 107 км на північний захід від Галаца, 138 км на північний схід від Брашова.

## Населення
За даними перепису населення 2002 року у селі проживали 102 особи, усі — румуни. Усі жителі села рідною мовою назвали румунську.